# La Ruée vers l'art
Pour plus de détails, voir Fiche technique et Distribution.
La Ruée vers l'art est un documentaire français réalisé par Marianne Lamour, sorti en 2013.

## Synopsis
Le film s'intéresse à la spéculation sur la marché de l'art contemporain.

## Fiche technique
- Titre : La Ruée vers l'art
- Réalisation : Marianne Lamour
- Scénario : Danièle Granet et Catherine Lamour
- Photographie : Edmond Carrère, Didier Hill-Derive et Marianne Lamour
- Montage : Fabienne Alvarez-Giro et Babeth Si Ramdane
- Production : Sophie Goupil
- Société de production : Les Poissons Volants, Arte France Cinéma, Orange Studio, Lamour En Plus, Babylone Productions et Canal+
- Société de distribution : Rézo Films (France)
- Pays :  France
- Genre : documentaire
- Durée : 86 minutes
- Dates de sortie : 
  -  France : 16 octobre 2013

## Accueil
Perrine Quennesson pour Première évoque un « documentaire très pédagogique et télévisuel ». Elisabeth Franck-Dumas pour Libération trouve que « l'aventure tourne rapidement à vide ». Sandrine Marques pour Le Monde, quant à elle, estime le film « orienté et démagogique ».